# クレマンス・ポエジー
クレマンス・ポエジー（Clémence Poésy, 1982年11月30日 - ）は、フランスの女優。誕生日は媒体によって10月30日と11月30日のどちらかで表記されることが多く不明確な部分がある。

## 略歴
パリ郊外のライ＝レ＝ローズ出身。父親は俳優・舞台監督、母親はフランス語の教師。妹のマエル（Maëlle）は同じく女優。父親の影響から14歳で演技を始めた。
2005年、『ハリー・ポッターと炎のゴブレット』にフラー・デラクール役で出演し一躍有名になる。同年、『レジェンド・オブ・サンダー』のメアリー女王役でFIPA（国際テレビ映像祭）ミニシリーズ部門の女優賞を受賞した。

## 主な出演作品

### 映画
- ハリー・ポッターと炎のゴブレット Harry Potter and the Goblet of the Fire (2005) - フラー・デラクール役
- サルトルとボーヴォワール 哲学と愛 Les amants du flore (2006)
- ヒットマンズ・レクイエム In Bruges (2008) - クロエ役
- 127時間 127 Hours (2010) - ラナ役
- ハリー・ポッターと死の秘宝 PART1 Harry Potter and the Deathly Hallows: Part 1 (2010) - フラー・デラクール役
- ハリー・ポッターと死の秘宝 PART2 Harry Potter and the Deathly Hallows: Part 2 (2011) - フラー・デラクール役
- 招かれざる隣人 The Ones Below (2015)
- あしたは最高のはじまり Demain tout commence (2016) - クリスティン役
- ジャコメッティ 最後の肖像 Final Portrait (2017) - カロリーヌ役
- ティートとエイリアン Tito e gli alieni (2017) - ステラ役
- 沈黙のレジスタンス 〜ユダヤ孤児を救った芸術家〜 Resistance (2020) - エマ役
- TENET テネット Tenet (2020) - バーバラ役

### テレビ
- Un homme en colère (1999)
- レジェンド・オブ・サンダー Gunpowder, treason & plot (2004) - メアリー女王役
- 黙示録 〜神の暗号を解く Revelations (2005)
- 戦争と平和（イタリアほか、ミニシリーズ）　War and Peace (2007) - ナターシャ・ロストワ役
- ゴシップガール（シーズン4） Gossip Girl (2010) - エヴァ役
- 愛の記憶はさえずりとともに Birdsong (2012) - イザベル・アゼール役
- ホロウ・クラウン/嘆きの王冠 The Hollow Crown (2012) - イザベラ・オブ・ヴァロワ役
- THE TUNNEL/トンネル The Tunnel (2013-2018) - エリーズ・ワッサーマン役
- ジーニアス:ピカソ Genius: Picasso (2018) - フランソワーズ・ジロー役
- ウォーキング・デッド: ダリル・ディクソン The Walking Dead: Daryl Dixon (2023-) - イザベル役